# Дуга Струве
Дуга́ Стру́ве  — мережа з 265 тріангуляційних вимірювальних пунктів, які утворювали 258 тріангуляційних трикутників, а також 60 додаткових пунктів. Служила для визначення параметрів Землі, її форми та розміру.
Опорні точки цієї мережі тріангуляції були марковані на місцевості найрізноманітнішим чином: видовбаними в скелях поглибленнями, залізними хрестами, пірамідами з каменів або спеціально встановленими обелісками. Часто їх позначали цеглиною з пісковику, закладеною на дно ями, іноді це був гранітний куб з порожниною, залитою свинцем, покладений до ями з бруковим камінням (брукняком).
Два крайні геодезичні пункти, як найважливіші, позначені монументальними стовпами на знак вдалого завершення робіт. Пам'ятник у Старій Некрасівці складається з 4-гранної чавунної піраміди на кам'яному фундаменті. Його споруджено одразу по завершенню тригонометричних робіт.
Дугу виміряли з 1816 по 1855 рік на відстані від Фугленеса (в околицях Гаммерфеста біля мису Нордкап, Норвегія, 70° 40' 12" N, 23° 39' 48" E) до Старої Некрасівки в околицях Ізмаїла (Одеська область, 45° 19' 54" N, 28° 55' 41" E). Це дуга меридіану довжиною 2821,833 км і амплітудою 25° 20′ 08″.
У момент створення Дуга пролягала територією двох держав — Російської імперії та унії Швеції та Норвегії. Нині дуга Струве перетинає території 10 держав.

## Історія

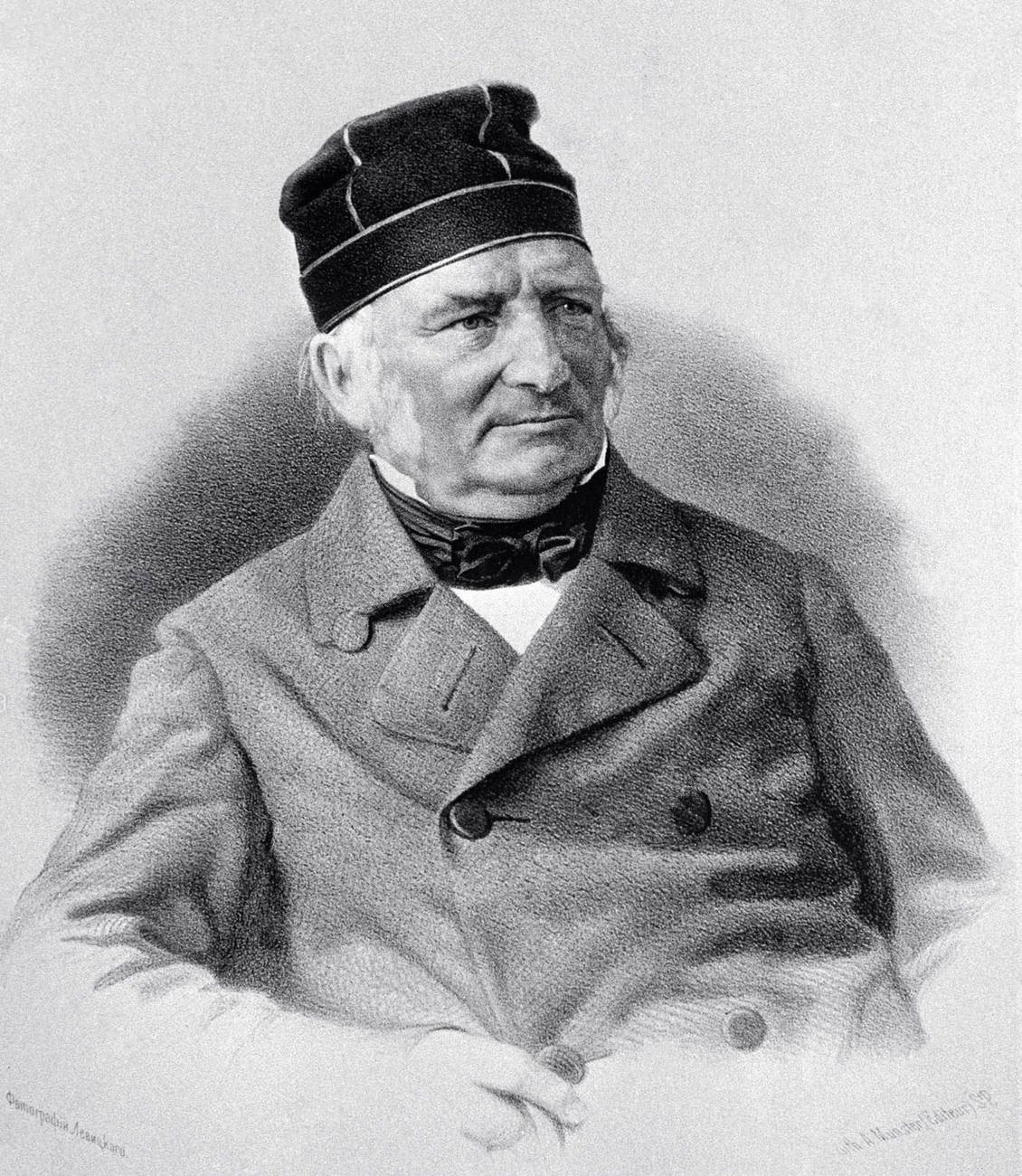
Фрідріх Георг Вільгельм Стру́ве

Улітку 1816 року за дорученням Ліфляндського кооперативного й економічного товариства Фрідріх Георг Вільгельм Стру́ве (Василь Якович Струве) розпочав астрономо-геодезичні роботи зі створення карти Ліфляндії, завершені 1819 року. Основні вимірювання виконувалися за допомогою 8-дюймового секстанта; усі прилади для визначення висот і вимірювання базису виготовлено за кресленнями, які відбивали його власні оригінальні ідеї. Це був підготовчий етап до значніших геодезичних проєктів. Струве розпочав широтні градусні вимірювання в балтійських провінціях Росії, оскільки дещо специфічний горбистий ландшафт Ліфляндії виявився дуже привабливим для організації тріангуляційних пунктів. У 1822–1827 роках Струве здійснив тригонометричні вимірювання та астрономічні визначення території між пунктами на острові Готланд у Фінській затоці, та містом Якобштадт у Курляндії.
Після завершення градусних вимірювань у визначених межах Струве вирішив продовжити їх на північ: через Фінляндію до Льодовитого океану. Приблизно тоді ж генерал-лейтенант Карл Іванович Теннер здійснював градусні вимірювання в Курляндській та Гродненській губерніях. 1828 року він з'єднав власну мережу з тією, яку вишиковував Струве у Ліфляндії. У 1830—1841 роках з ініціативи Фрідріха Вільгельма Струве, але без його безпосередньої участі, побудовано тріангуляції в Мінській, Волинській та Подільській губерніях, які з'єдналися з тріангуляційною мережею в Східній Прусії.
У першій половині 1840-х років здійснено градусні спостереження у Бессарабії, а 1855 року завершено всі польові роботи.

## Інструменти
Під час вимірів Струве користувався теодолітом роботи Георга Фрідріха фон Райхенбаха з Мюнхена, який був обладнаний 13-дюймовим горизонтальним та 11-дюймовим вертикальним кругами. Вони були розділені на 5' поділки, а відлік можна було прочитати за допомогою верньєра з точністю 4". Теннер мав у своєму розпорядженні 7 приладів від різних виробників. Це були два повторювальні круги, один із них: 13-дюймовий від Баумана, точність відліку якого 4", інший — 14,3-дюймовий від Траутона з точністю відліку 10"; також 12-дюймовий теодоліт Рейхенбаха (точність відліку 4"), 8-дюймовий астрономічний теодоліт Ертеля (точність відліку 10"), повторювальний теодоліт з 10-дюймовим кругом виробництва Етат-Майора (точність відліку 5"), а також 2 інструменти Ертеля. Перші два з них давали можливість вимірювати вертикальні кути, за допомогою інших же Теннер та Струве вимірювали горизонтальні кути.

## Сучасність
28 січня 2004 року Норвегія, Швеція, Фінляндія, Росія, Естонія, Латвія, Литва, Білорусь, Молдова й Україна звернулися до Комітету ЮНЕСКО зі світової спадщини з пропозицією затвердити 34 пункти Дуги Струве, які збереглися, як пам'ятку світової спадщини.
15 липня 2005 року на 29-й сесії Міжурядового комітету з охорони світової культурної та природної спадщини, що проходила в місті Дурбані (ПАР), ухвалено включити Дугу Струве до Списку Світової спадщини ЮНЕСКО.

## Ланцюг дуги

### Норвегія

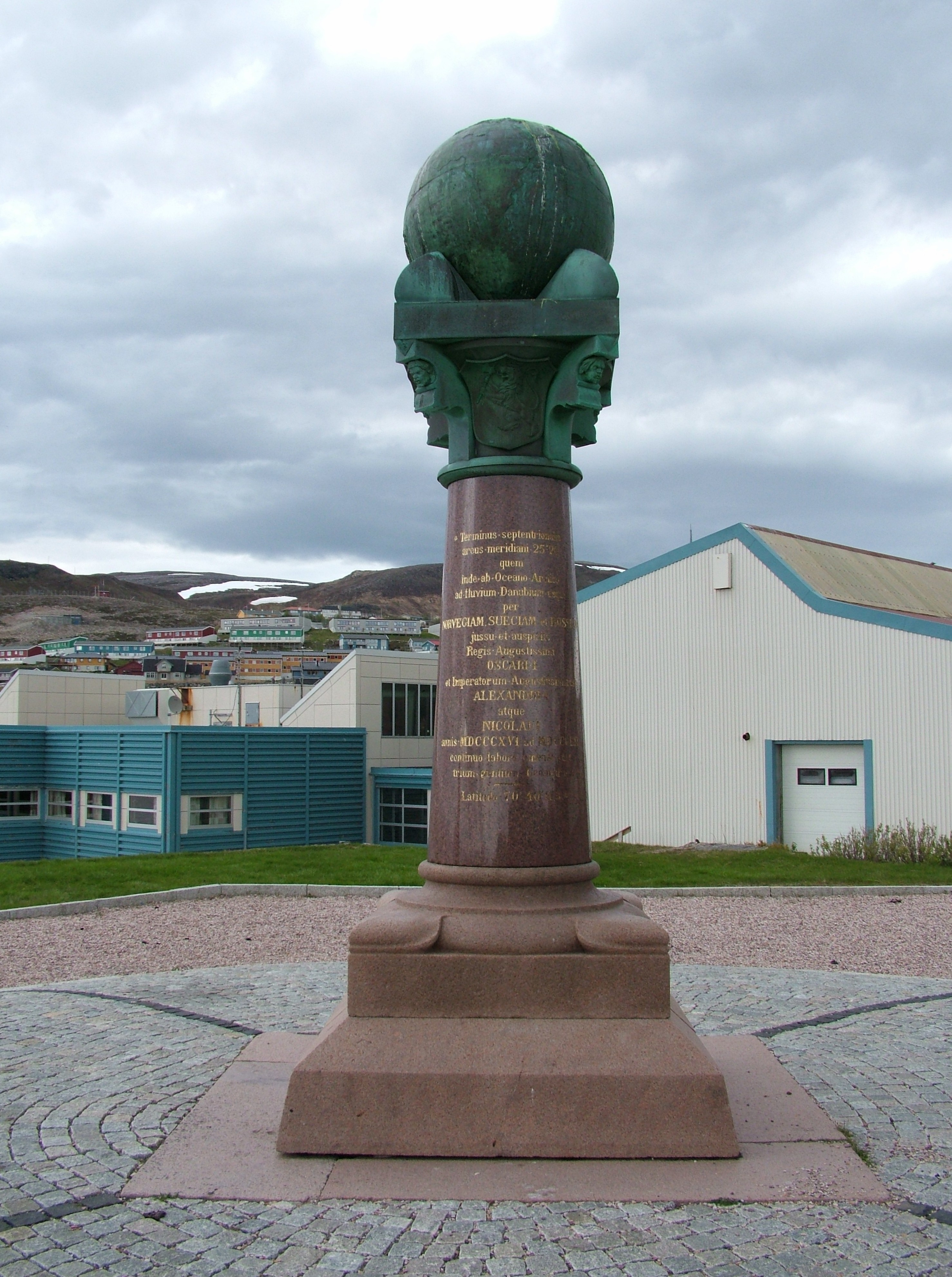
Найпівнічніший пункт «Фугленес», Гаммерфест

- 70°40′12″ пн. ш. 23°39′48″ сх. д. / 70.67000° пн. ш. 23.66333° сх. д. «Фугленес», біля міста Гаммерфест
- 69°56′19″ пн. ш. 23°21′37″ сх. д. / 69.93861° пн. ш. 23.36028° сх. д.
- 69°39′52″ пн. ш. 23°36′08″ сх. д. / 69.66444° пн. ш. 23.60222° сх. д.
- 69°01′43″ пн. ш. 23°18′19″ сх. д. / 69.02861° пн. ш. 23.30528° сх. д.

### Швеція
- 68°18′18″ пн. ш. 22°58′59″ сх. д. / 68.30500° пн. ш. 22.98306° сх. д.
- 67°16′36″ пн. ш. 23°14′35″ сх. д. / 67.27667° пн. ш. 23.24306° сх. д.
- 66°38′47″ пн. ш. 23°46′55″ сх. д. / 66.64639° пн. ш. 23.78194° сх. д.
- 66°01′05″ пн. ш. 23°55′21″ сх. д. / 66.01806° пн. ш. 23.92250° сх. д.

### Фінляндія
- 68°40′57″ пн. ш. 22°44′45″ сх. д. / 68.68250° пн. ш. 22.74583° сх. д.
- 66°23′52″ пн. ш. 23°43′31″ сх. д. / 66.39778° пн. ш. 23.72528° сх. д.
- 65°49′48″ пн. ш. 24°09′26″ сх. д. / 65.83000° пн. ш. 24.15722° сх. д.
- 61°55′36″ пн. ш. 25°32′01″ сх. д. / 61.92667° пн. ш. 25.53361° сх. д.
- 60°42′17″ пн. ш. 26°00′12″ сх. д. / 60.70472° пн. ш. 26.00333° сх. д.
- 60°16′35″ пн. ш. 26°36′12″ сх. д. / 60.27639° пн. ш. 26.60333° сх. д.

### Росія

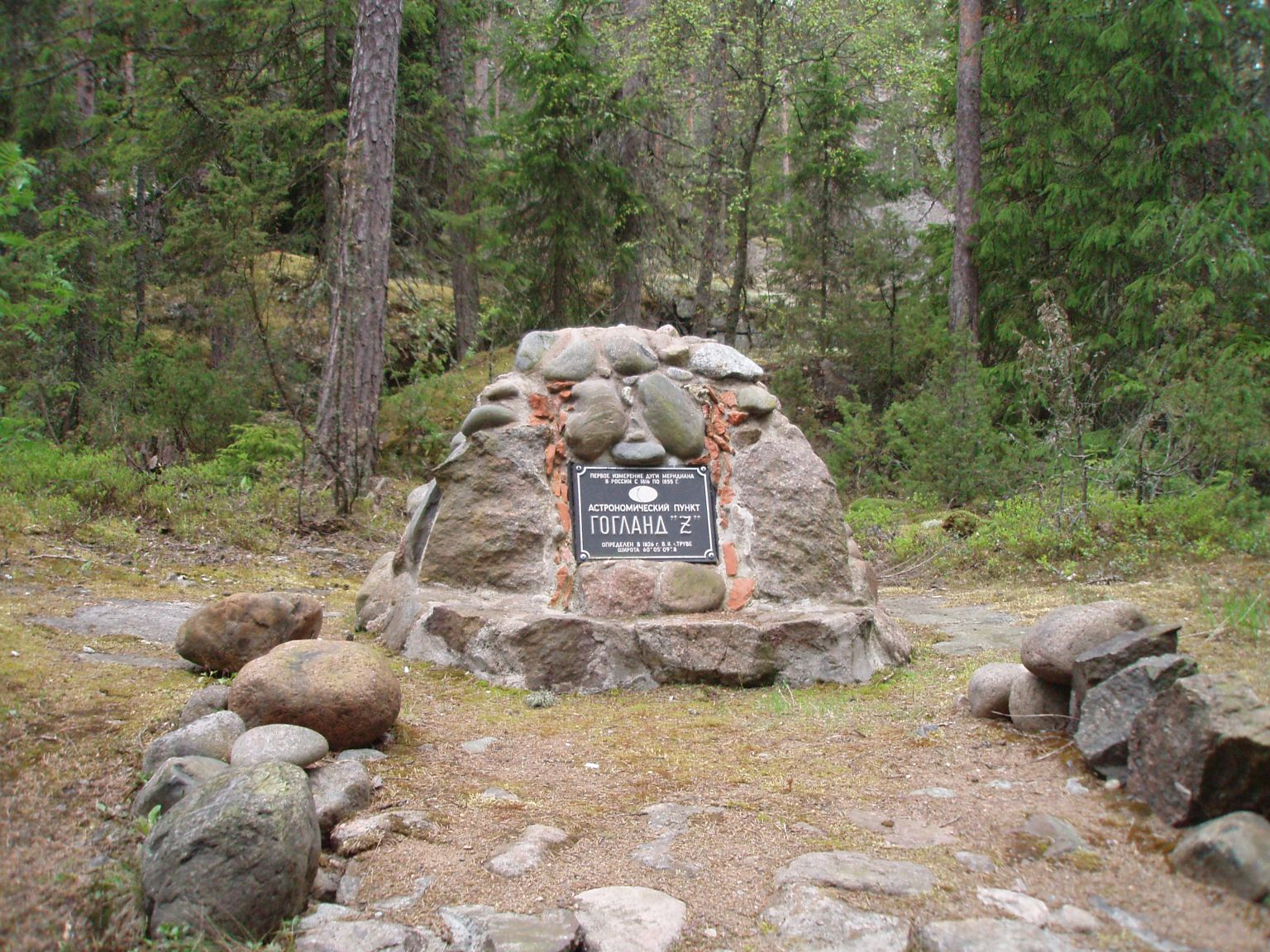
«Точка Z», о. Гогланд

Обидва російські тріангуляційні пункти розташовуються на невеликому острові Гогланд у Фінській затоці:
- 60°04′27″ пн. ш. 26°58′11″ сх. д. / 60.07417° пн. ш. 26.96972° сх. д. «Пункт Мякіпяллюс», о. Гогланд
- 60°05′07″ пн. ш. 26°57′40″ сх. д. / 60.08528° пн. ш. 26.96111° сх. д. «Точка Z», о. Гогланд

### Естонія
- 59°03′28″ пн. ш. 26°20′16″ сх. д. / 59.05778° пн. ш. 26.33778° сх. д.
- 59°02′54″ пн. ш. 26°24′51″ сх. д. / 59.04833° пн. ш. 26.41417° сх. д.
- 58°22′44″ пн. ш. 26°43′12″ сх. д. / 58.37889° пн. ш. 26.72000° сх. д.

### Латвія
- 56°50′24″ пн. ш. 25°38′12″ сх. д. / 56.84000° пн. ш. 25.63667° сх. д.
- 56°30′05″ пн. ш. 25°51′24″ сх. д. / 56.50139° пн. ш. 25.85667° сх. д.

### Литва
- 55°54′09″ пн. ш. 25°26′12″ сх. д. / 55.90250° пн. ш. 25.43667° сх. д.
- 54°55′51″ пн. ш. 25°19′00″ сх. д. / 54.93083° пн. ш. 25.31667° сх. д.
- 54°38′04″ пн. ш. 25°25′45″ сх. д. / 54.63444° пн. ш. 25.42917° сх. д.

### Білорусь

Геодезичний пункт Чекуцьк

На території Білорусі був 31 пункт Дуги. 2001 року силами фахівців Білаерокосмогеодезії виявлено 19 пунктів, закладених у 1825—1826 роках. Зі всіх 10 країн, територією яких проходила російсько-скандинавська дуга, тут виявлено найбільше геодезичних пунктів. Включено до списку ЮНЕСКО такі білоруські пункти
- 54°17′30″ пн. ш. 26°02′43″ сх. д. / 54.29167° пн. ш. 26.04528° сх. д. «Тюпишки», село Тюпишки(інші мови) (Гродненська область)
- 53°33′38″ пн. ш. 24°52′11″ сх. д. / 53.56056° пн. ш. 24.86972° сх. д. «Лапати», село Лапати(інші мови) (Гродненська область)
- 52°17′22″ пн. ш. 25°38′58″ сх. д. / 52.28944° пн. ш. 25.64944° сх. д. «Осовниця», село Осовниця (Брестська область)
- 52°12′28″ пн. ш. 25°33′23″ сх. д. / 52.20778° пн. ш. 25.55639° сх. д. «Щекотськ», село Щекотськ(інші мови) (Брестська область)
- 52°09′39″ пн. ш. 25°34′17″ сх. д. / 52.16083° пн. ш. 25.57139° сх. д. «Лясковичі», село Лясковичі (Брестська область)

Інші пункти на території республіки:
- Брестська область: «Белін астра», «Ополь», «Бездеж», «Велика Гать»;
- Гродненська область: «Дергілі», «Тарасовці», «Пуцевичі», «Амальєнгоф», «Докудово», «Івьє», «Давкни», «Виднополь», «Лойті», «Дебесі», «Конради»[6].

### Молдова
Раніше в Молдові було 27 пунктів, по яких проводилися обміри для складання міжнародних карт. У наш час[коли?] в країні залишився лише один пункт в селі Рудь. Він знаходиться в яблуневому саду, за 300 метрів від автотраси Сороки — Атаки.
- 48°19′08″ пн. ш. 27°52′36″ сх. д. / 48.31889° пн. ш. 27.87667° сх. д. «Рудь», село Рудь (Сороцький район)

### Україна

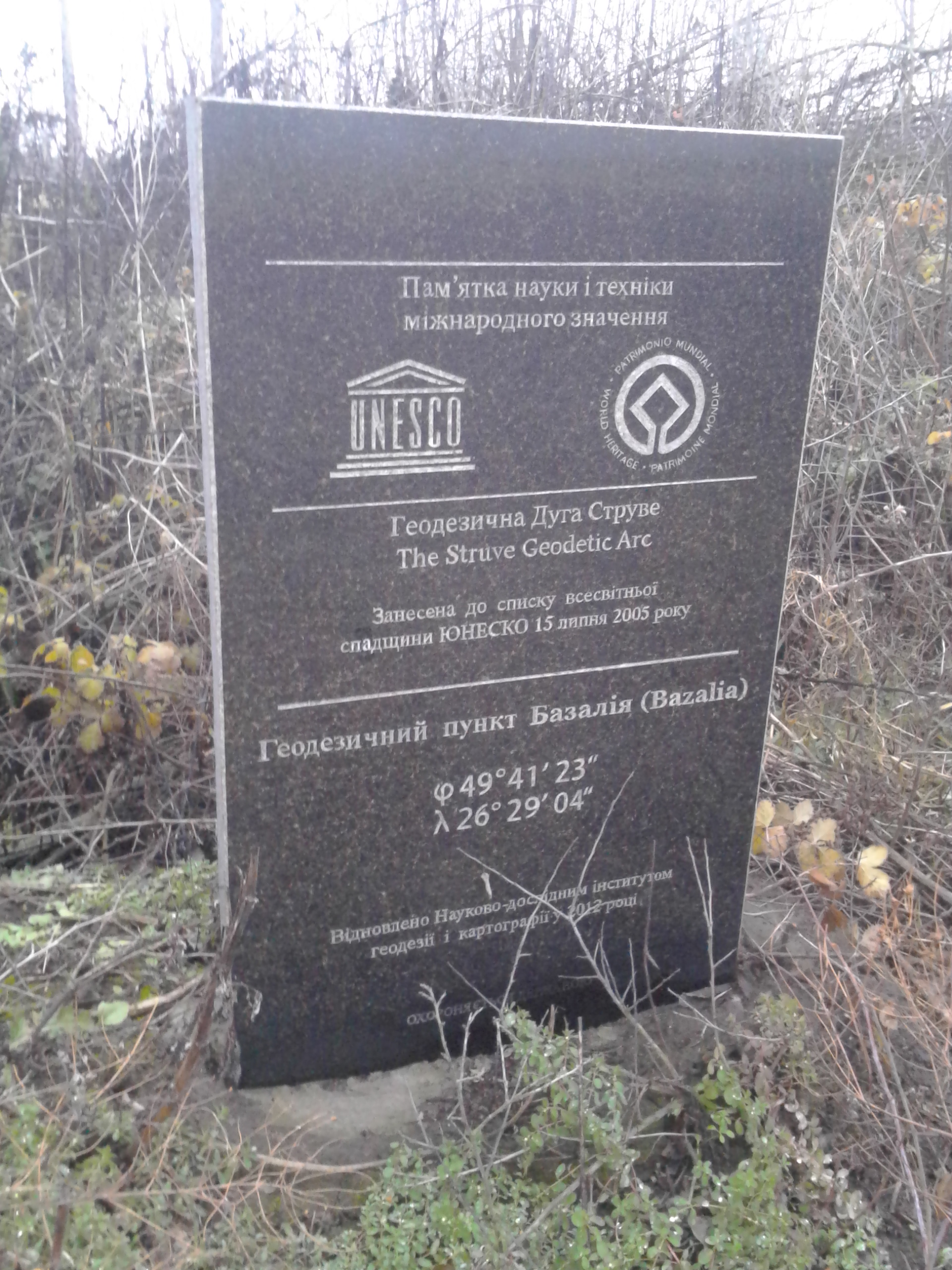
Пам'ятник у с. Нова Гребля

#### Включені до списку Світової спадщини ЮНЕСКО
- Пам'ятник у с Голоби49°33′57″ пн. ш. 26°45′22″ сх. д. / 49.56583° пн. ш. 26.75611° сх. д. «Катеринівка», село Катеринівка, (Хмельницька область)

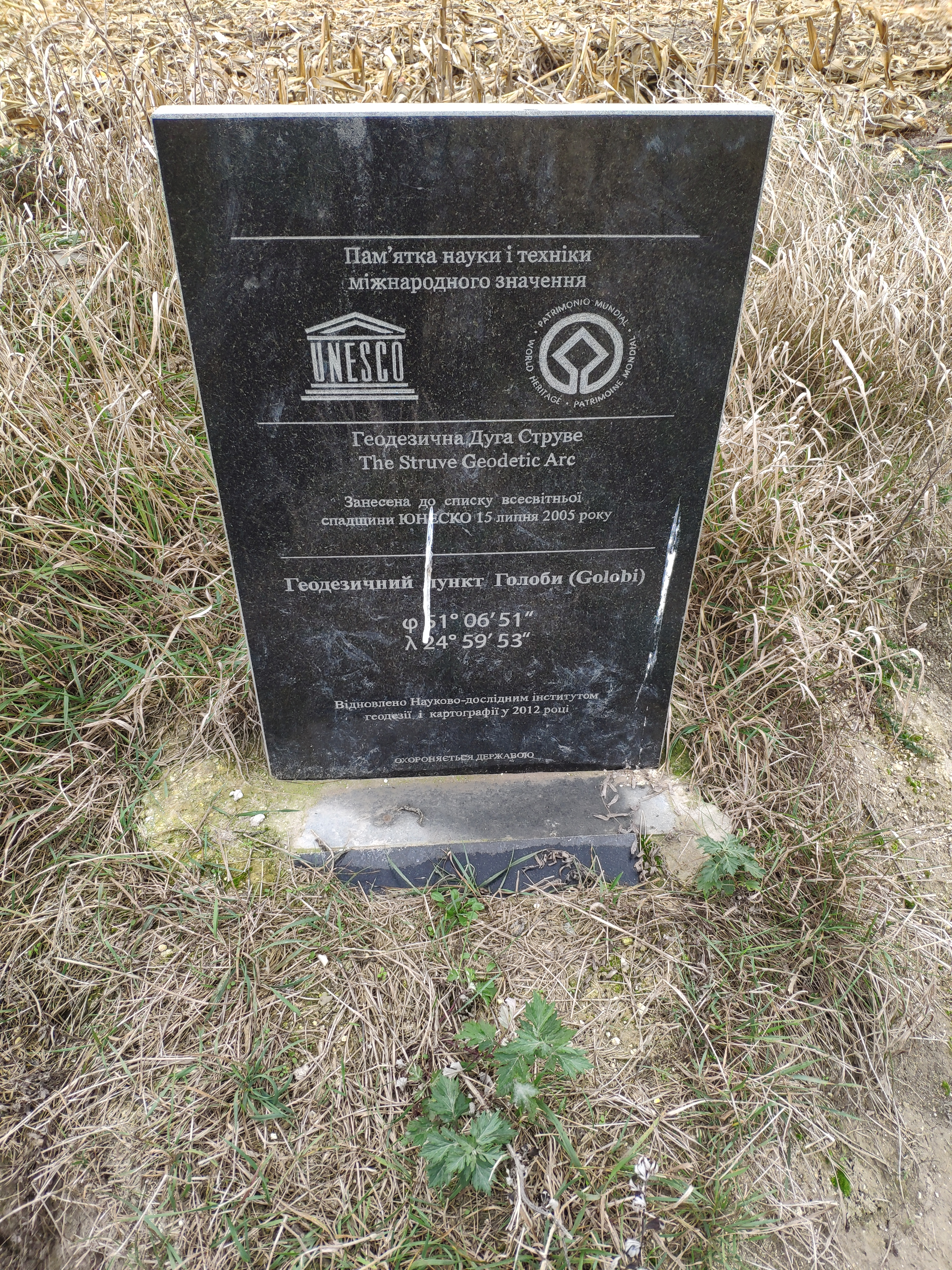
Пам'ятник у с Голоби

- 49°19′48″ пн. ш. 26°40′55″ сх. д. / 49.33000° пн. ш. 26.68194° сх. д. «Фельштин», село Гвардійське, (Хмельницька область)
- 49°08′55″ пн. ш. 26°59′30″ сх. д. / 49.14861° пн. ш. 26.99167° сх. д. «Баранівка», село Баранівка (Хмельницька область)
- 45°19′54″ пн. ш. 28°55′41″ сх. д. / 45.33167° пн. ш. 28.92806° сх. д. «Старонекрасівка», село Стара Некрасівка (Одеська область)

#### Інші

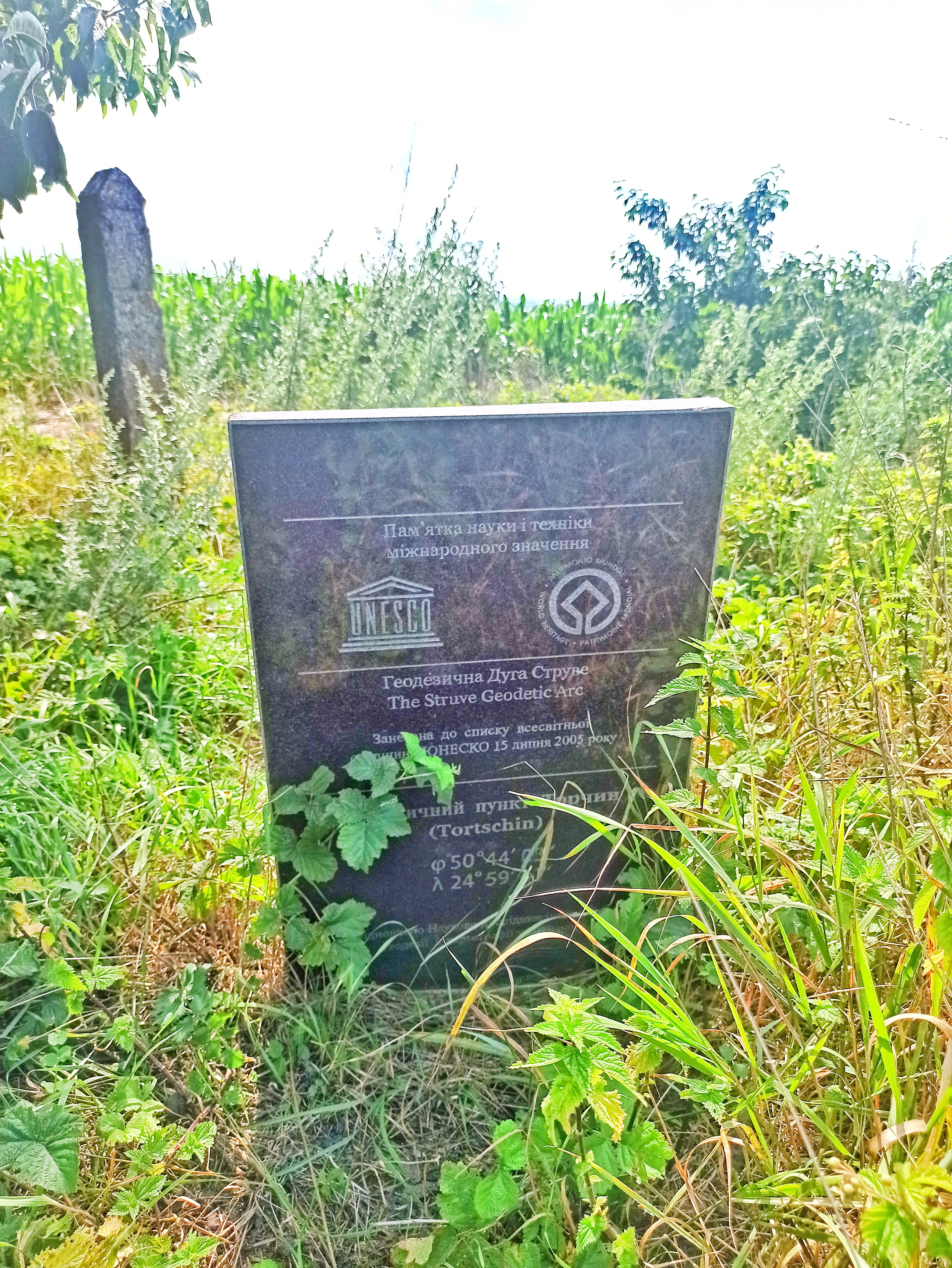
Пам'ятник у селі Торчин

- Пам'ятник у селі Торчин49°41′23″ пн. ш. 26°29′04″ сх. д. / 49.68972° пн. ш. 26.48444° сх. д. «Базалія», село Нова Гребля, (Хмельницька область)
- Гірники50°23′05″ пн. ш. 25°50′40″ сх. д. / 50.38472° пн. ш. 25.84444° сх. д. «Гірники», село Гірники (Рівненська область)

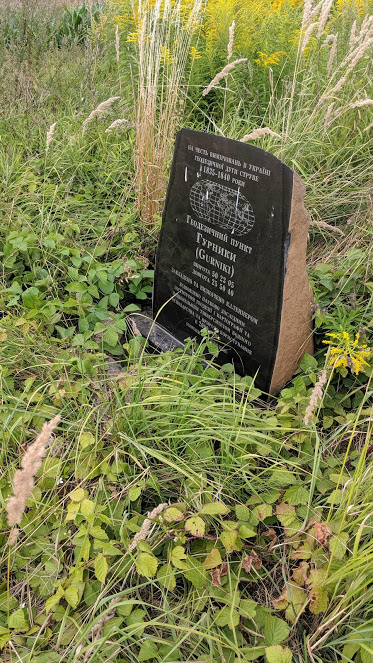
Гірники

- 50°41′03″ пн. ш. 25°24′45″ сх. д. / 50.68417° пн. ш. 25.41250° сх. д. «Геодезичний пункт Крупа (Krupi)», село Крупа (Волинська область)
- 50°05′45″ пн. ш. 25°41′54″ сх. д. / 50.09583° пн. ш. 25.69833° сх. д. «Геодезичний пункт Кременець (Kremenetz)», місто Кременець (Тернопільська область)
- 51°34′45″ пн. ш. 25°02′01″ сх. д. / 51.57917° пн. ш. 25.03361° сх. д. «Геодезичний пункт Гута-Камінська (Gutakamenskaja)», село Гута-Камінська (Волинська область)
- 50°44′03″ пн. ш. 24°59′41″ сх. д. / 50.73417° пн. ш. 24.99472° сх. д. «Геодезичний пункт Торчин (Tortschin)», село Торчин(Волинська область)

## Дуга Струве в нумізматиці

### Україна
7 червня 2016 року Національний банк України ввів в обіг ювілейну монету «Геодезична дуга Струве (до 200-річчя початку здійснення астрономо-геодезичних робіт)».

### Білорусь
29 грудня 2006 року Національний банк Білорусі ввів в обіг пам'ятні монети «Дуга Струве» номіналом 1 і 20 білоруських рублів. Випуск пам'ятних монет був присвячений важливій події для республіки Білорусь. У 2005 році 5 з 19 виявлених в Білорусі пунктів цієї щонайдовшої у світі дуги меридіана першої половини XIX століття були внесені до списку світової спадщини ЮНЕСКО. Монети відрізняються оригінальною формою.
На лицьовій стороні монет розташовані: вгорі зліва — рельєфне зображення Державного герба Республіки Білорусь, справа — напис: РЭСПУБЛІКА БЕЛАРУСЬ; у центрі — контурне зображення Республіки Білорусь і схема пунктів Дуги Струве на її території, внизу вказані проба сплаву і номінал — 20 РУБЛЕЎ на срібній і 1 РУБЕЛЬ — на мідно-нікелевій, а також на кожній монеті — рік карбування.
На оборотній стороні монет розташовані: зліва — рельєфне зображення карти Європи, по якій проходить Дуга Струве, справа — зображення карти світу, під ним написи: ДУГА СТРУВЕ і її протяжність — 2880 км, по периметру монети наведено назви країн, через які проходить Дуга Струве: НАРВЕГІЯ ШВЕЦЫЯ ФІНЛЯНДЫЯ РАСІЯ ЭСТОНІЯ ЛАТВІЯ ЛІТВА БЕЛАРУСЬ УКРАІНА МАЛДОВА. Вказана на монетах першого тиражу довжина 2880 км помилкова, реальна довжина Дуги — 2820 км. Монети з цією помилкою відразу перейшли в розряд раритетів. У частині тиражу, що залишилася, помилка була виправлена.

Ювілейні монети, присвячені Дузі Струве
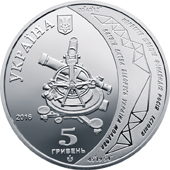
України, номіналом 5 грн. Аверс,
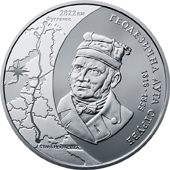
реверс
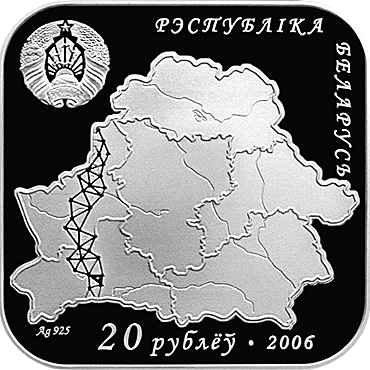
Білорусі. Аверс,
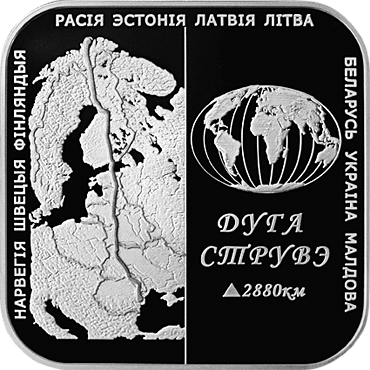
реверс
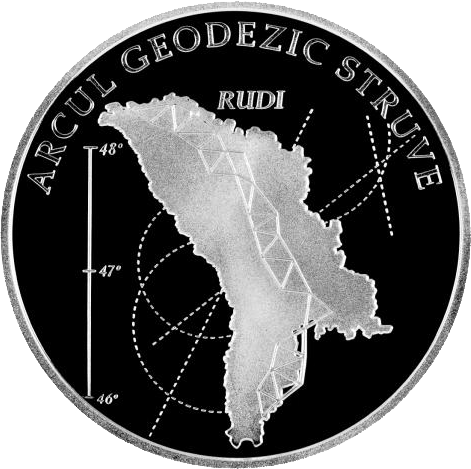
Молдови. Реверс

### Молдова
15 червня 2009 року Національний банк Молдови ввів в обіг срібну пам'ятну монету «Геодезична арка Струве» із серії «Пам'ятники Молдови» номіналом 50 лей.
На аверсі монети в центрі — Герб Молдови; у верхній частині — цифра з позначенням року карбування; в нижній частині — напис «50 LEI»; по колу монети — великими буквами викарбувано напис «REPUBLICA MOLDOVA».
На реверсі — в центрі — карта Республіки Молдова, на якій розташована Геодезична арка Струве, геодезичний пункт Рудь та географічні координати, у верхній частині напис «RUDI»; У верхній частині, по колу монети — великими буквами викарбувано напис «ARCUL GEODEZIC STRUVE».